# マルエーうちや

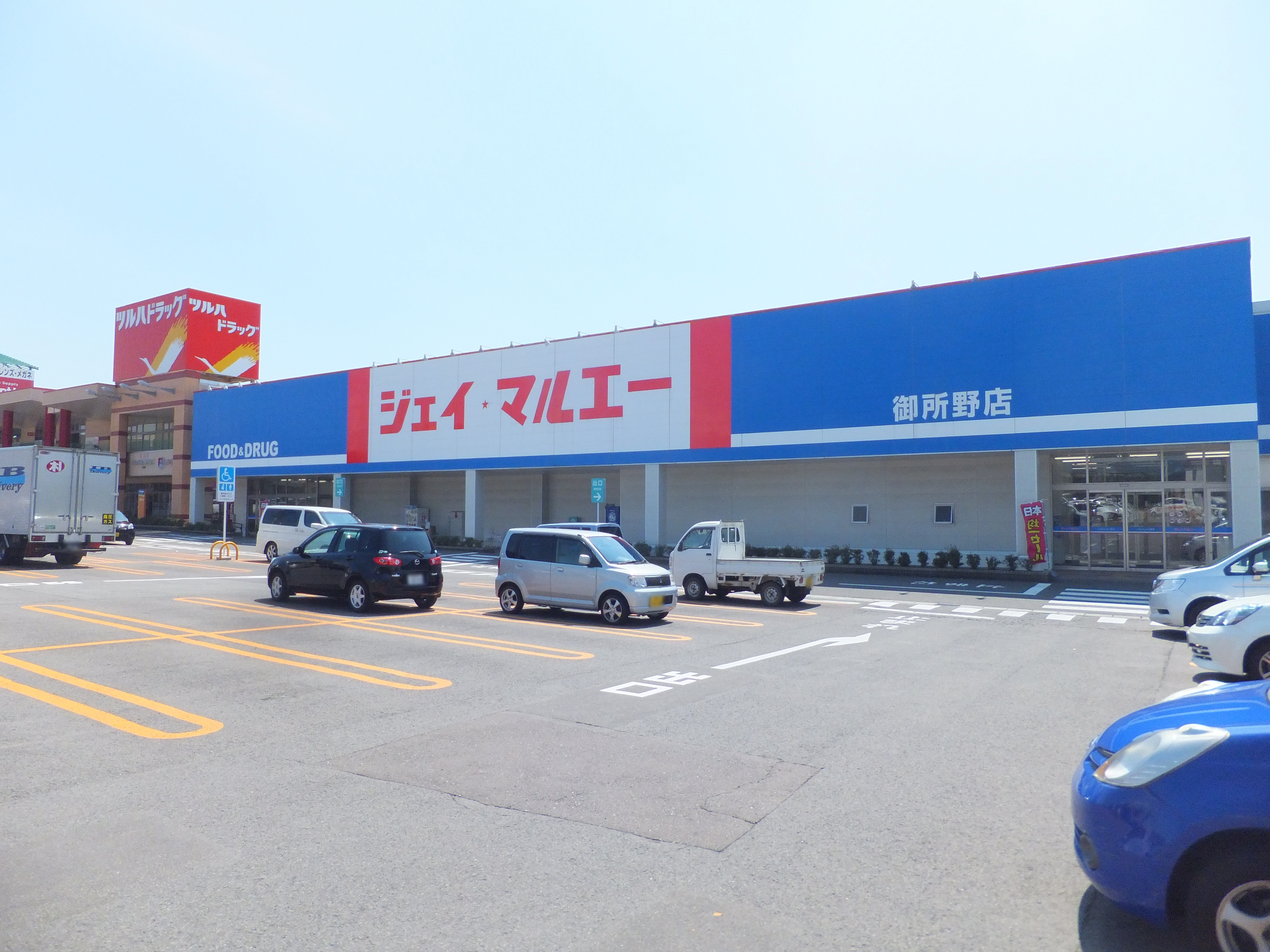
フレスポ御所野内にあるジェイマルエー御所野店

株式会社マルエーうちやは、秋田県秋田市泉北に本社を置く、スーパーマーケットの運営企業。

## 概要
秋田市内を中心にスーパーマーケット「ジェイマルエー」を展開している。
近年は、同市内において、また山形県庄内地方にも店舗拡大を図り、フレスポ御所野を始めとした大規模拠点における進出も行っている。また、ドラッグストアを併設している店舗が多くみられる。
かつては、小規模のスーパーマーケット「マルエー」も展開していたが、大正寺店の閉店により全て消滅した。
近年では新聞の折込みチラシを廃止し、EDLP政策で来店客数を増加させている。

## 沿革
- 2000年（平成12年） - 「ジェイマルエー広面店」オープン。
- 2003年（平成15年） - 「ジェイマルエー泉店」オープン。
- 2006年（平成18年）
  - 7月26日 - 「ジェイマルエー旭南店」オープン。
  - 12月6日 - 「ジェイマルエー御所野店」オープン。
- 2007年（平成19年）
  - 11月22日 - 「ジェイマルエー大学病院前店」オープン。
  - 12月14日 - 「ジェイマルエー山王店」オープン。
- 2008年（平成20年）
  - 2月 - 「ジェイマルエー山王店」を「ジェイマルエー長崎屋店」に改称。
  - 5月 - 本部を仁井田本町から川尻町に移転。
  - 5月30日 - 「ジェイマルエー大仙店」オープン。
  - 9月30日　- 本部移転により「ジェイマルエー仁井田店」閉店。
  - 11月 - 「ジェイマルエー大仙店」閉店。
- 2009年（平成21年）
  - 1月4日 - 「ジェイマルエー長崎屋店」閉店。
  - 1月19日 - 店舗運営事業を同日新設された株式会社マルエーうちやへ継承。従来の株式会社マルエーうちやは、株式会社川反商事に改称。
  - 2月26日 - 「ジェイマルエー大学病院前店」閉店。
- 2010年 - 本部を秋田市川尻町から同市泉北に移転。
- 2015年（平成27年）5月22日 - 山形県で初店舗となる「ジェイマルエー酒田店」オープン。
- 2018年（平成30年）3月9日 - 「ジェイマルエー鶴岡店」オープン。
- 2019年（令和元年）11月9日 - 「マルエー大正寺店」閉店（河川工事の為）。
- 2020年（令和2年）6月19日 - 由利本荘市初店舗「ジェイマルエー生鮮館本荘石脇店」オープン[4]。
- 2021年（令和3年）8月6日 - 秋田市内では約15年ぶりの新店となる「ジェイマルエー茨島店」がオープン。また、この店舗から外観デザインを一新[5][6]。
- 2022年（令和4年）1月28日 - 「ジェイマルエー鶴岡南店」がオープン[7]。
- 2023年（令和5年）11月30日 - 「ジェイマルエー酒田店」閉店[8]。
- 2024年（令和6年）
  - 8月30日
    - 「ジェイマルエー酒田北店」がオープン。酒田市内にジェイマルエーが復活。
    - 農林水産省東北農政局は、ジェイマルエーの合計6店舗（秋田県内）にて、ノルウェー産のサバを使った加工品の原産地を「鳥取産」とする不適正な表示で販売していたと発表[9][10]。同日付で表示の是正や原因究明、再発防止対策の実施を指示。

## 店舗

### 営業中の店舗

#### 秋田県
- ジェイマルエー広面店 - 秋田市広面字宮田34-1
- ジェイマルエー泉店 - 秋田市泉北二丁目4-26
- ジェイマルエー旭南店 - 秋田市旭南一丁目13-32
- ジェイマルエー御所野店 - 秋田市御所野元町一丁目1-18 フレスポ御所野 1F
- ジェイマルエー茨島店 - 秋田市茨島六丁目13-25
- ジェイマルエー生鮮館本荘石脇店 - 秋田県由利本荘市石脇字田尻野14−6

#### 山形県
- ジェイマルエー鶴岡店 - 山形県鶴岡市文下字広野34-1
- ジェイマルエー鶴岡南店 - 山形県鶴岡市伊勢横内字畑福123-1
- ジェイマルエー酒田北店 - 山形県酒田市上安町一丁目1-18

### 閉鎖した店舗
- ジェイマルエー仁井田店 - 秋田市仁井田本町四丁目1-36
- ジェイマルエー泉馬場店 - 秋田市泉馬場13-10
- ジェイマルエー長崎屋店 - 秋田市旭北錦町4-58 中交ホリディスクエア 1F
- ジェイマルエー大学病院前店 - 秋田市広面字蓮沼94-1
- ジェイマルエー大仙店 - 大仙市花館字中台117
- マルエー土崎店 - 秋田市土崎港中央三丁目6-20
- マルエー大正寺店 - 秋田市雄和新波字竹ノ花42-4[注釈 1]
- ジェイマルエー酒田店 - 山形県酒田市日の出町一丁目1-1